# Државни савет (монархија)
Државни савет је саветодавно тело које служи шефу државе. Сврха овог саветодавног тела је везана за уставне парламентарне монархије и њихове владе. Често се државни савет назива крунски савет, приватно веће или тајни савет. Овај орган је састављен од чланова из најближег окружења монарха који њему дају поверљиве информације у циљу бољег развоја и управљања државом. Председавајући државног савета је монарх а у случају претендовања старешина краљевског дома и тада се назива крунски савет.

## Државни савети

### Активни државни савети
- Белгија: Крунски савет Белгије
- Брунеј: Државни савет Брунеја
- Бутан: Државни савет Бутана
- Данска: Државни савет Данске
- Камбоџа: Врховно Крунско веће Његового Величанства Краља Камбоџе
- Канада: Државни савјет за Канаду
- Јамајка: Државни савет за Јамајку
- Норвешка: Норвешки Државни савет
- Тајланд: Државни савет Тајланда
- Тонга: Државни савет Тонге
- Уједињено Краљевство: Државни савјет Уједињеног Краљевства
- Холандија: Државни Савет Холандије

### Бивши Државни савети
- Бразил: Имеперијални Државни савет (укинут 1889)
- Бурма: Државни савет Бурме (укинут 1885)
- Енглеска: Државни савет Енглеске (1707. спојен у Државни савет Уједињеног Краљевства)
- Етиопија: Државни савет Етиопије (укинут 1974, обновљено у претендовању 1987)
- Грчка: Државни савет Краљевине Грчке (укинут 1865. и обновљен 1929. поново укинут 1973).
- Ирска: Државни савет Краљевине Ирске (спојен у Државни савет Уједињеног Краљевства 1800, укинут 1922)
- Јапан: Државни савет Јапанске царевине (укинут 1947)
- Југославија: Државни савет Краљевине Југославије (укинут 1945, обновљен у претендовању 1990, преименован 2006)[2]
- Кина: Велики савет Кинеског царства (укинут 1898)
- Лаос: Краљевски савет Лаоса (укинут 1975)
- Немачка: Државни савет Немачког царства (укинут 1918)
- Португалија: Државни савет Португалије (укинут 1910)
- Русија: Врховни тајни савет (укинут 1730)
- Северна Ирска: Државни савет Северне Ирске (укинут 1972)
- Србија: Државни савет Краљевине Србије (укинут 1918, спојен у Државни савет Краљевине Југославије, обновљен 2006 у Крунски савет Србије)[3]
- Тајланд: Врховни Државни савет Сијама (укинут 1932)
- Француска: Краљевски савет (укинут 1792)
- Хаваји: Државни савет Краљевине Хаваји (укинут 1893)
- Хановер: Државни савет Краљевине Хановер (укинут 1866)
- Шведска: Државни савет Шведске (укинут 1789)
- Шкотска: Државни савет Шкотске (укинут 1. маја 1708, спојен у Државни савет Уједињеног Краљевства)[1][4][5]
- Црна Гора: Државни савјет Краљевине Црне Горе (укинут 1905)

## Краљевски дом Карађорђевића

### Крунски савет и веће
Крунски савет и веће су настали 3. децембра 1991. године у емиграцији. Крунски савет корене вуче из Државног савета Краљевине Србије и Краљевине Југославије. Са распадом Југославије данас делује као крунски савет и веће Краљевског дома Карађорђевића у Србији. У служби је старешине краљевског дома. Чланови крунског већа су чланови и крунског савета по функцији.
Чланови крунског већа су :
- Престолонаследник Александар Карађорђевић, старешина краљевског дома
- Принц наследник Петар Карађорђевић, први син
- Принц Филип Карађорђевић, други син
- Принц Александар Карађорђевић, трећи син
- Драгомир Ацовић, председавајући крунског савета (1991-2024)
- Душан Бабац, председавајући крунског савета
- Ђурђе Нинковић
- Бранко Терзић
- Душица Лечић Тошевски

Чланови крунског савета су:
- Чедомир Антић
- Марко Бајић
- Матија Бећковић
- Марко Бумбаширевић
- Владан Вукосављевић
- Зоран Живановић
- Владан Живуловић
- Душан Ковачевић
- Емир Кустурица
- Предраг Марковић
- Слободан Г. Марковић
- Никола Моравчевић
- Милан Париводић
- Дарко Спасић
- Бојан Суђић
- Милосав Тешић
- Коста Чавошки
- Богољуб Шијаковић